# Монолог
Монологът е продължителна реч (устна или писмена) на герой в драматично произведение, който споделя мислите си или дори се обръща уж към друг герой пред публика, а също и говори конкретно на публиката. Монолозите са чести елементи в театралните пиеси, анимациите, понякога във филмите, поемите и прозата. Монологът е също форма на драмата, използва се, за да послужи за вникване в мислите и чувствата на героите чрез така наречения омнисцентен, тоест всезнаещ наратор.
В края на 19 век се появява и комичният монолог, най-често изнасян на сцена като част от вариететна програма. Днес комичните монолози са отделен жанр, на който са посветени цели телевизионни програми, представления и състезания.

## Известни монолози
- „Да бъдеш или да не бъдеш“, Хамлет в трето действие на шекспировата трагедия „Хамлет“;
- Монологът за жестокостта на Хийтклиф на Катерин от романа „Брулени хълмове“ на Емили Бронте;
- „Великият инквизитор“ от романа „Братя Карамазови“ на Достоевски;
- Монолог за носа на Сирано дьо Бержерак в едноименната пиеса на Едмон Ростан;
- Пиесата-монолог „Контрабасът“ на Патрик Зюскинд;
- „Choose Life“ – Рентън от филма „Трейнспотинг“;
- „Монолози за вагината“, пиеса от монолози на Ева Енслър.
- „Монолог“ – песен на българската рок група Ахат, текст на Денис Ризов.

|  | Тази страница частично или изцяло представлява превод на страницата Monologue в Уикипедия на английски. Оригиналният текст, както и този превод, са защитени от Лиценза „Криейтив Комънс – Признание – Споделяне на споделеното“, а за съдържание, създадено преди юни 2009 година – от Лиценза за свободна документация на ГНУ. Прегледайте историята на редакциите на оригиналната страница, както и на преводната страница, за да видите списъка на съавторите. ВАЖНО: Този шаблон се отнася единствено до авторските права върху съдържанието на статията. Добавянето му не отменя изискването да се посочват конкретни източници на твърденията, които да бъдат благонадеждни. |